# Malimbus malimbicus
Malimbus malimbicus là một loài chim trong họ Ploceidae.
Nó được tìm thấy tại Angola, Cameroon, Cộng hòa Trung Phi, Cộng hòa Congo, Cộng hòa Dân chủ Congo, Bờ Biển Ngà, Guinea Xích Đạo, Gabon, Ghana, Guinea, Liberia, Mali, Nigeria, Sierra Leone, Togo và Uganda.
Môi trường sống tự nhiên của nó là các khu rừng ẩm thấp vùng đất thấp nhiệt đới hay cận nhiệt đới.